# Laurent Dousset
Pour les articles homonymes, voir Dousset.
 (juin 2017).
Laurent Dousset est un anthropologue français, spécialiste des sociétés aborigènes d'Australie et du Vanuatu. Il est directeur d'études à l'EHESS et membre du CREDO. À la suite de ses terrains dans ces sociétés, il s'est intéressé aux notions et phénomènes d'incertitude, de confiance et de crise sociale dans les communautés humaines qu'il analyse comme des moments de hiérarchisation des valeurs sociales fondamentales. 

## Biographie
Spécialiste des Aborigènes d'Australie, et en particulier du bloc culturel du Désert de l'Ouest, il a travaillé sur la parenté, sur les premiers contacts avec la société occidentale, sur les transformations sociales et les problèmes de revendications culturelles et foncières. Dans le domaine de la parenté, il a en particulier montré dans quelle mesure l'analyse que faisait Claude Lévi-Strauss du système dit Aluridja était erronée. Lévi-Strauss avait qualifié ce système d'aberrant, ne reflétant pas les schémas habituels de l'échange restreint trouvé ailleurs en Australie. Dousset a montré que les habitants du Désert de l'Ouest, en particulier les groupes dialectaux Ngaatjatjarra et Ngaanyatjarra (en), qui possèdent le système dit Aluridja, possèdent une organisation sociale fondée dans des principes de l'échange restreint, mais que d'autres normes et valeur interdisent sa pratique.
Au Vanuatu, Dousset travaille dans l'île de Malekula sur l'organisation politique et son évolution dans le temps, en particulier depuis l'indépendance du Vanuatu en 1980. L'une des thématiques par lesquelles il aborde ces problèmes est la sorcellerie, qu'il analyse comme  un moyen d'action politique et un moyen de rendre acceptables les transformations sociales. Pour ce faire, il fonde ses travaux sur l'analyse des situations d'incertitudes et la notion de régimes d'historicité développée par François Hartog.

### Formation
Après deux ans d'études en sciences économiques à Fribourg (Suisse), Laurent Dousset s'installe à Paris où il poursuit des études en sociologie, puis en ethnologie à Paris V René Descartes. Il s'inscrit ensuite en DEA (Diplôme d’études approfondies) et en doctorat à l'EHESS sous la direction de Maurice Godelier. Après la soutenance de sa thèse en 1999 avec comme membre de jury Maurice Godelier, Robert Tonkinson, Eduardo Viveiros de Castro, Emmanuel Désveaux, Franklin E. Tjon Sie Fat et Barbara Glowczewski, il est embauché en tant que post-doctorant à l'Université d'Australie-Occidentale à Perth, puis en 2002 comme maître de conférences à l'EHESS. 
En 2014 il soutient son HDR à l'Université de Strasbourg sous la direction de Denis Monnerie, proposant une anthropologie de l'incertitude. En 2015 il est élu Directeur d’études à l'EHESS où il occupe la chaire Élicitation et valeurs sociales.

## Publications

### Ouvrages
- (en) Assimilating identities : social networks and the diffusion of sections, Sydney, University of Sydney, 2005 (ISBN 1-86487-741-3, OCLC 65431598, lire en ligne).
- Australian aboriginal kinship : an introductory handbook with particular emphasis on the Western Desert, Marseille, Pacific-credo Publications, 2011, 144 p. (ISBN 978-1-4637-4041-2 et 1-4637-4041-7, OCLC 754995041, lire en ligne).
- Mythes, missiles et cannibales : le récit d'un premier contact en Australie, Paris, Société des Océanistes, 2011, 196 p. (ISBN 978-2-85430-029-1 et 2-85430-029-7, OCLC 757802121, lire en ligne).
- (en) Laurent Dousset et Serge Tcherkézoff, The Scope of Anthropology : Maurice Godelier’s Work in Context, Oxford, Berghahn, 2012, 288 p. (ISBN 978-0-85745-331-0 et 0-85745-331-9, lire en ligne).
- Laurent Dousset, Barbara Glowczewski et Marie Salaün, Les sciences humaines et sociales dans le Pacifique Sud : terrains, questions et méthodes, Marseille, pcp, 2014 (ISBN 978-2-9537485-2-9 et 2-9537485-2-0, OCLC 890576148, lire en ligne)
- (en) Laurent Dousset et Elizabeth Ellis, Pictures from my memory : my story as a Ngaatjatjarra woman, Canberra, Aiatsis, 2016, 153 p. (ISBN 978-0-85575-035-0 et 0-85575-035-9, OCLC 941097009, lire en ligne).
- Pour une anthropologie de l'incertitude, 2018, CNRS Éditions  (ISBN 978-2-271-08930-4)

### Articles
- « Production et reproduction en Australie. Pour un tableau de l’unité des tribus aborigènes », Social Anthropology, vol. 4(3),‎ 1996, p. 281-298.
- (en) « Accounting for context and substance: the Australian Western Desert kinship system », Anthropological Forum, vol. 12(2),‎ 2002, p. 193-204.
- (en) « Indigenous modes of representing social relationships: A short critique of the genealogical concept », Aboriginal Studies,‎ janvier 2003, p. 19-29.
- (en) « On the misinterpretation of the Aluridja kinship system type (Australian Western Desert) », Social Anthropology, vol. 11(1),‎ 2003, p. 43-61.
- (en) « Structure and Substance: Combining Classic and Modern Kinship Studies in the Australian Western Desert », The Australian Journal of Anthropology (TAJA), vol. 16(1),‎ 2005, p. 18-30.
- (en) « The Global versus the Local: Cognitive processes of kin determination in Aboriginal Australia », Oceania,‎ 2008, 78(3), p. 260-279.
- Laurent Dousset et Katie Glaskin, « L’anthropologie au tribunal. Les revendications foncières des Aborigènes en Australie », Genèses, vol. 74,‎ 2009, p. 74-93.
- (en) « Developing a database for Australian Indigenous kinship terminology: The AustKin project », Australian Aboriginal Studies, vol. 2010(1),‎ 2010, p. 42-56.
- (en) Laurent Dousset et Katie Glaskin, « Asymmetry of Recognition: Law, Society and Customary Land Tenure in Australia », Pacific Studies, vol. 34(2/3),‎ 2011, p. 142-156.
- (en) « From consanguinity to consulbstantiality: Julian Pitt-Rivers’ ‘The Kit and the Kin’ », Structure and Dynamics: eJournal of Anthropological and Related Sciences, vol. 6(1),‎ 2013.
- (en) « Inclusion - Exclusion: Where does the Western Desert start or end? », Anthropological Forum, vol. 23(4),‎ 2013, p. 342-354.
- « La Sorcellerie en Mélanésie : Élicitation de l’inacceptable », L’Homme, vol. 218,‎ 2016, p. 85-115.

### Chapitres d'ouvrages
- (en) Laurent Dousset, « Understanding Human Relations (Kinship Systems) », dans N. Thieberger (ed.), The Oxford Handbook of Linguistic Fieldwork, Oxford, Oxford University Press, 2011, 209-234 p. (ISBN 9780199571888)
- (en) Laurent Dousset, « “Horizontal” and “vertical” skewing: similar objectives, two solutions? », dans Thomas R. Trautmann and Peter M. Whiteley (eds), Crow-Omaha: New Light on a Classic Problem of Kinship analysis, Tucson, Arizona University Press, 2012, 261-277 p. (ISBN 9780816507900).
- Laurent Dousset, « La mort chez les Ngaatjatjarra (Australie) », dans M. Godelier (ed.), La mort et ses au-delà, Paris, CNRS Editions, 2014, 387-410 p. (ISBN 9782271081179).
- Laurent Dousset, « De l’humanisation de la géographie : conceptions et organisations foncières dans le Désert de l’Ouest australien », dans C. Travesi & M. Ponsonnet (eds), Les conceptions de la propriété foncière à l’épreuve des revendications autochtones : possession, propriété et leurs avatars, Marseille, pcp, 2015, 95-115 p. (ISBN 2953748547).
- Laurent Dousset, « Parenté, territoire et démographie », dans M. Jeudy-Ballini (éd.), Le monde en mélanges. Textes offerts à Maurice Godelier, Paris, CNRS Editions, 2016, 297-317 p. (ISBN 2271094364).